# Олег Дерипаска
Олег Владимирович Дерипаска (рус. Олег Владимирович Дерипаска; Дзержинск, 2. јануар 1968) руски је милијардер и индустријалац. Дерипаска се обогатио на ранијој државној имовини која је приватизована након распада Совјетског Савеза. Оснивач је Basic Element, једне од највећих индустријских групација у Русији, и Волное Дело, највеће руске добротворне фондације. Био је председник Ен+ Групе, руске енергетске компаније, и водио је United Company Rusal, другу по величини алуминијумску компанију на свету, све док није дао обе функције 2018.
Окарактерисан је као победник у „алуминијумским ратовима“ у Русији током 1990-их, који су често представљали насилне сукобе између пословних људи за добијање имовине у државном власништву. Године 2000. Дерипаска је основао Русал, резултат партнерства између предузећа Sibirsky Aluminium и Millhouse Capital Романа Абрамовича. Године 2007. Русал се спојио са SUAL Group и Glencore да би формирао УЦ Русал, са Дерипаском као председником.
Некада је био најбогатији човек Русије, али је изгубио значајан део свог богатства усред финансијске кризе 2007–2008. Од јуна 2022. године, Форбс је његово богатство проценио на 3,2 милијарде долара, што га чини 920. најбогатијом особом на свету. Дерипаска је себи купио кипарско држављанство (а самим тим и држављанство ЕУ) 2017. године.
Он је стављен под америчке санкције 2018. године из разлога везаних за припајање Крима Русији 2014. године. Дерипаска је био један од седам олигарха које је британска влада санкционисала због руске инвазије на Украјину 2022. године, укључујући замрзавање имовине и забрану путовања.
У марту 2022. позвао је на склапање мира у Украјини и рекао да би уништавање Украјине била „колосална грешка“. Неколико месеци касније, руске власти су заплениле његов хотелски комплекс у Сочију.

## Образовање и почетак каријере
Дерипаска је рођен у Дзержинску, област Нижњи Новгород, Совјетска Русија, а одрастао је у Уст Лабинску, Краснодарска покрајина. Његови родитељи су дошли са Кубана. Он је Јевреј. Дерипаска је одрастао на малој породичној фарми, где је са 5 или 6 година научио како да живи од земље од баке и деде, који су га првенствено одгајали након што је његова мајка удовица, инжењерка, морала да оде да би пронашла посао. Дерипаска приписује заслуге својим бакама и декама што су га научили дисциплини тешког рада заједно са пољопривредом. Оба његова деда су се борила у Другом светском рату. Његов деда по мајци вратио се у Русију након завршетка рата. Његов деда по оцу Тимофеј Дерипаска (1918-1945)  погинуо је у борби и сахрањен у масовној гробници у Аустрији — у његово сећање, Дерипаска је подигао руску православну цркву.
Дерипаскин први посао био је у фабрици у Уст Лабинску где је радила његова мајка. Са 11 година постао је електричарски шегрт који је радио на одржавању електричних мотора. Његов таленат за математику му је омогућио да се 1985. упише на Факултет физике Московског државног универзитета Годину дана након студија, регрутован је у оружане снаге и служио је у совјетским стратешким ракетним снагама у Трансбајкалском округу у Сибиру од 1986. до 1989.
Године 1993. Дерипаск је дипломирао физику на Московском државном универзитету са одличним успехом; међутим, распад Совјетског Савеза је у великој мери смањио академско финансирање, што га је онемогућило да настави студије као теоријски физичар. Није било доступних стипендија или грантова за студенте. „Нисмо имали новца. Свакодневно је било хитно и практично питање. Како да зарадим новац да купим храну и наставим да учим?". Године 1996. магистрирао је на Економском универзитету Плеханов.
Са 25 година, удруживши се са колегама физичарима, инжењерима и ракетним научницима, Дерипаска је основао своју прву компанију за трговину металима, ВТК. Усвојио је систематски, научни приступ робној трговини. Представљао сам компаније које су куповале и продавале сировине“, рекао је Дерипаска. Дерипаска је предузео извозну арбитражу, купујући метал по ниским руским ценама и продајући га у иностранству по знатно вишим ценама на међународном тржишту. Дерипаска је трговао првенствено преко балтичке државе Естоније, пошто је руски систем извозних дозвола био у расулу. „Почео сам свој посао у необичном тренутку историје. Држава у којој сам рођен и одрастао је нестала, иако нова држава није у потпуности формирана. Прва ми је дала одлично образовање; друга ми је дала шансу за успех“, присећао се Дерипаска у интервјуу за Метал Буллетин.
Искористио је скоро сву своју арбитражну и трговачку добит да би стекао свој почетни пакет акција у топионици алуминијума у Сајаногорску у јужном Сибиру.
Године 1994. Дерипаска је постао генерални директор фабрике са 26 година Године 1997. основао је Sibirsky Aluminium Group која се 2000. спојила са Millhouse Capital Романа Абрамовича и створила РУСАЛ. Године 2003. компаније које је водио Дерипаска повећале су свој удео у тим компанијама под заједничким управљањем на 75% стицањем половине удела којим управља Millhouse Capital. У 2004. години, консолидација власништва РУСАЛ-а од стране компанија повезаних са Дерипаском је завршена аквизицијом преосталих 25% удела у РУСАЛ-у којим управља Millhouse Capital.

### Пословни раст
РУСАЛ је постао највећи произвођач алуминијума на свету, све док га кинеска Хонгкиао група није надмашила 2015. године. 2010. године, под Дерипаскиним вођством, Русал је постао прва руска компанија која је изашла на берзи у Хонг Конгу.
Осим метала, који остају у сржи његовог диверсификованог индустријског холдинга, Дерипаска је стекао удео у широком спектру компанија у различитим секторима, укључујући енергетику, производњу, комерцијална возила, ауто компоненте, финансијске и услуге осигурања, послове лизинга, грађевинарство, ваздухопловство и пољопривреда. Међу његовом имовином је и сибирска електроенергетска компанија EuroSibEnergo, то је највећа руска приватна енергетска компанија; власник је 10% Ingosstrakh, једне од највећих осигуравајућих компанија у Русији; Група ГАЗ, произвођач аутомобила, камиона и аутобуса, оснивач пољопривредног пословања (Кубан Агро Холдинг). Основао је транспортну компанију за управљање аеродромима у Краснодарском региону, укључујући Сочи и Краснодар.
Сва ова средства чине део диверсификоване инвестиционе и индустријске групе Basic Element.
Basic Elementје градио неколико олимпијских објеката за Зимске олимпијске игре 2014. у Сочију, укључујући приморско олимпијско село, морску луку Имеретинскиј, дуплер Курортног авеније у Сочију, реновирање Међународног аеродрома Сочи. Укупна вредност посла у оквиру ОИ износила је преко 1,4 милијарде долара.